# Hainburg
Hainburg è un comune tedesco di 14 403 abitanti situato nel land dell'Assia.